# 45-я отдельная гвардейская инженерная бригада
45-я отдельная гвардейская инженерная Берлинская орденов Кутузова, Богдана Хмельницкого, Александра Невского и Красной Звезды бригада (сокр. 45 оибр, в/ч 11361) — тактическое соединение Сухопутных войск Российской Федерации.
Пункт постоянной дислокации посёлок Нахабино. Бригада находится в составе Московского военного округа.
Рядом с бригадой расположен Центральный научно-исследовательский испытательный институт инженерных войск Минобороны РФ, с августа 2014 года работает Международный противоминный центр Вооружённых сил Российской Федерации.

## Название части
В годы Великой Отечественной войны носила полное наименование «3-я гвардейская моторизованная инженерная Берлинская орденов Кутузова, Богдана Хмельницкого, Александра Невского и Красной Звезды бригада специального назначения» (до 17 марта 1945 года именовалась как 20-я отдельная моторизованная инженерная бригада). Находилась бригада в составе 4-й гвардейской танковой армии.
В 1946 году бригада была переформирована в 3-й гвардейский понтонно-мостовой полк. После 1947 года полк переформирован в 3-й отдельный гвардейский понтонно-мостовой батальон. В 1960-е гг. батальон был развёрнут снова в понтонно-мостовой полк.
Перед распадом СССР воинская часть носила наименование «44-й отдельный гвардейский понтонно-мостовой Берлинский орденов Кутузова, Богдана Хмельницкого, Александра Невского и Красной Звезды полк» и находилась в составе 20-й гвардейской общевойсковой армии, дислоцируясь в г. Франкфурт-на-Одере.

## История
Бригада была создана 14 августа 1944 года в годы Великой Отечественной войны.
За боевые заслуги в годы ВОВ награждена званием «гвардейская», почётным наименованием «Берлинская», орденами Богдана Хмельницкого, Александра Невского и Красной Звезды.
В 1990-е годы полк был выведен из Германской Демократической Республики в Николо-Урюпино Красногорского района Московской области.
24 июня 2020 года военнослужащие 45-й отдельной гвардейской инженерной Берлинской бригады прошли торжественным маршем по Красной площади в честь 75-й годовщины Победы в Великой Отечественной войне.
09 мая 2021 года военнослужащие 45-й отдельной гвардейской инженерной Берлинской бригады прошли торжественным маршем по Красной площади в честь 76-й годовщины Победы в Великой Отечественной войне.

## Состав бригады
- инженерно-сапёрный батальон;
- инженерный дорожно-мостостроительный батальон;
- инженерно-технический батальон;
- инженерный батальон (заграждений);
- батальон оборудования пунктов управления;
- рота разминирования;
- рота управления;
- рота материального обеспечения;
- ремонтный взвод;
- военный оркестр;
- медицинский пункт[9]